# Jason Bright
Jason Bright (ur. 7 marca 1973 w Moe) – australijski kierowca wyścigowy. Zwycięzca prestiżowego wyścigu Bathurst 1000 rozgrywanego w ramach serii V8 Supercars.

## Życiorys

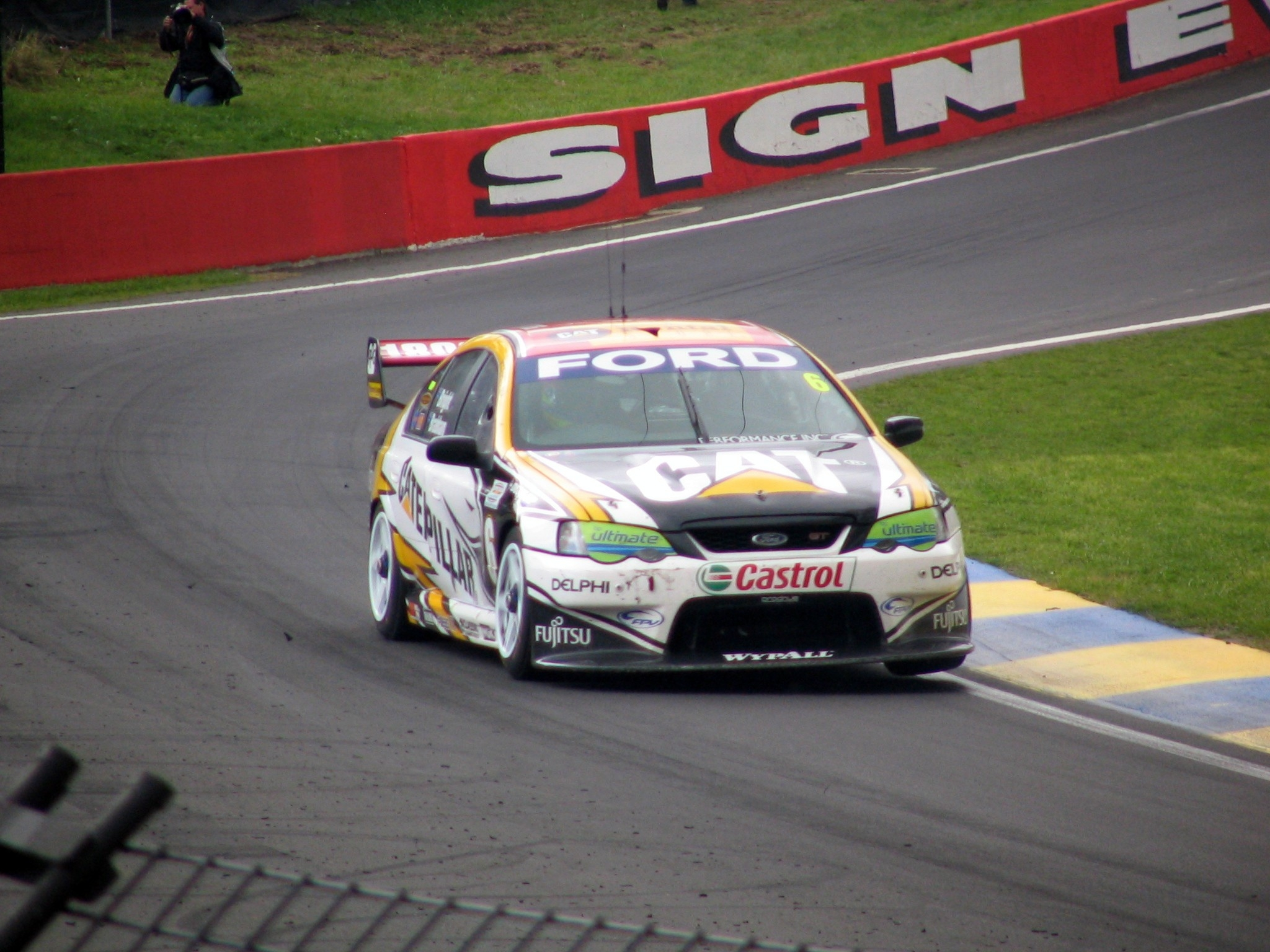
Podczas wyścigu Bathurst 1000 w 2005

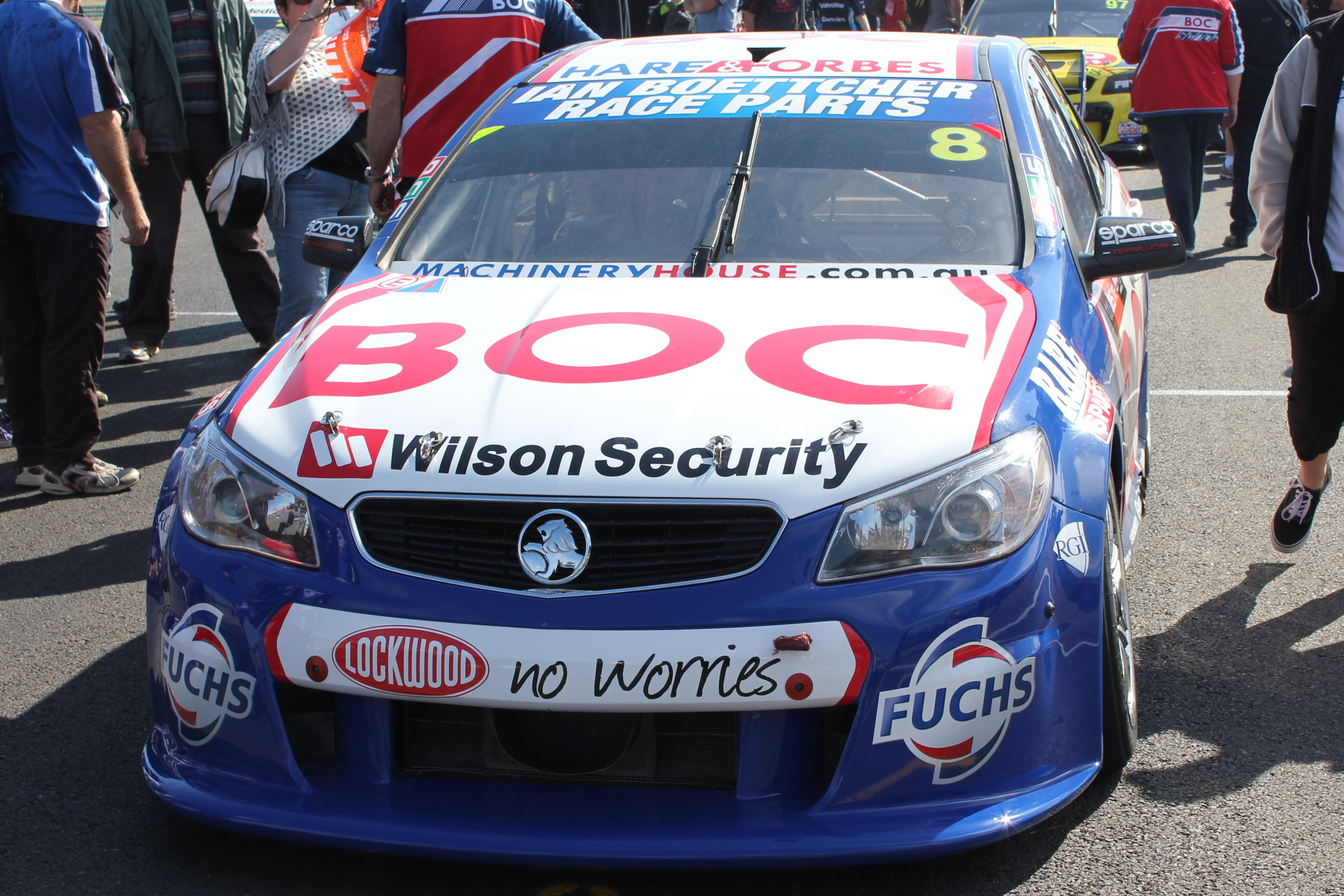
Holden Commodore Brighta w sezonie 2014

Karierę rozpoczął w wieku 15 lat od kartingu, zdobywając lokalne tytuły mistrzowskie w kategorii junior i rok później. W 1991 zdobył mistrzostwo stanu Wiktoria. Następnie rozpoczął starty w Formule Ford, najpierw na poziomie stanowym, a następnie ogólnokrajowym (na obu poziomach zdobył tytuł mistrzowski).
W 1996 obok startów w australijskiej Formule Holden, wystartował także w amerykańskiej Formule Ford 2000 w obu z nich zdobywając tytuł wicemistrzowski. Rok później był już bezkonkurencyjny w Formule Holden a także otrzymał możliwość debiutu w australijskich mistrzostwach samochodów turystycznych. Sezon 1998 był jego pierwszym pełnym sezonem w ATCC, na zakończenie którego odniósł zwycięstwo w wyścigu Bathurst 1000 w parze ze Stevenem Richardsem.
W roku 2000 wyjechał do Stanów Zjednoczonych aby wystartować w serii Indy Lights, przedsionku Champ Car w którym także zaliczył jeden wyścig pod koniec sezonu, podczas australijskiej rundy w Surfers Paradise.
W 2001 powrócił do australijskich V8 Supercars, do zespołu Holden Racing Team, w barwach którego zdobył trzecie miejsce w klasyfikacji generalnej mistrzostw. Wynik ten powtórzył w 2004 jeżdżąc dla zespołu Paul Weel Racing.
W 2007 roku rozpoczął starty we własnym zespole Britek Motorsport. Nie odnosił w nim jednak sukcesów, więc w 2010 połączył siły z zespołem Brad Jones Racing. Od tego czasu przez siedem lat startował w zespole Brada Jonesa, natomiast zespół Britek Motorsport we współpracy z BJR wystawiał samochód dla Tima Blancharda (w latach 2010–2011 dla Karla Reindlera, w latach 2012–2013 dla Davida Walla, a w latach 2014–2015 dla Dale’a Wooda).
Po rozstaniu z zespołem Brad Jones Racing, związał się na rok 2017 z Prodrive Racing Australia i we współpracy z nimi startował Fordem Falconem pod szyldem swojego zespołu Britek. Po sezonie 2017 nie znalazł dla siebie miejsca w stawce Supercars, wystartował jedynie w wyścigach długodystansowych jako drugi kierowca w zespole Charlie Schwerkolt Racing. 

## Wyniki

### Podsumowanie
| Sezon | Seria                                             | Zespół                      | Starty | PP | Zwyc. | Punkty | Pozycja |
| ----- | ------------------------------------------------- | --------------------------- | ------ | -- | ----- | ------ | ------- |
| 1992  | Victorian Formula Ford Championship               |                             |        |    |       |        | 1.      |
| 1993  | Australian Formula Ford Championship              | Borland Racing Developments |        |    |       |        | 17.     |
| 1994  | Australian Formula Ford Championship              | Jason Bright                |        |    |       |        | 3.      |
| 1995  | Australian Formula Ford Championship              | Valvoline Australia         |        |    |       |        | 1.      |
| 1996  | Australian Drivers' Championship (Formula Holden) | Birrana Racing              | 8      |    | 3     | 90     | 2.      |
| 1996  | United States Formula Ford 2000                   |                             |        |    |       |        | 2.      |
| 1997  | Australian Drivers' Championship (Formula Holden) | Birrana Racing              | 12     |    | 8     | 195    | 1.      |
| 1997  | Australian Touring Car Championship               | Garry Rogers Motorsport     | 3      | 0  | 0     | 24     | 21.     |
| 1998  | Australian Touring Car Championship               | Stone Brothers Racing       | 29     | 1  | 0     | 584    | 9.      |
| 1999  | V8 Supercar Championship Series                   | Stone Brothers Racing       | 34     | 3  | 1     | 1276   | 8.      |
| 2000  | Indy Lights                                       | Dorricott Racing            | 11     | 1  | 1     | 91     | 6.      |
| 2000  | Champ Car                                         | Della Penna Motorsports     | 1      | 0  | 0     | 0      | 31.     |
| 2000  | V8 Supercar Championship Series                   | Dick Johnson Racing         | 1      | 0  | 0     | 216    | 26.     |
| 2001  | V8 Supercar Championship Series                   | Holden Racing Team          | 30     | 0  | 1     | 2819   | 3.      |
| 2002  | V8 Supercar Championship Series                   | Holden Racing Team          | 29     | 1  | 4     | 1459   | 4.      |
| 2003  | V8 Supercar Championship Series                   | Paul Weel Racing            | 22     | 1  | 0     | 1770   | 4.      |
| 2004  | V8 Supercar Championship Series                   | Paul Weel Racing            | 26     | 0  | 4     | 1920   | 3.      |
| 2005  | V8 Supercar Championship Series                   | Ford Performance Racing     | 30     | 0  | 0     | 1566   | 9.      |
| 2006  | V8 Supercar Championship Series                   | Ford Performance Racing     | 34     | 3  | 5     | 2868   | 5.      |
| 2007  | V8 Supercar Championship Series                   | Britek Motorsport           | 32     | 0  | 0     | 71     | 21.     |
| 2008  | V8 Supercar Championship Series                   | Britek Motorsport           | 38     | 0  | 0     | 1438   | 19.     |
| 2009  | V8 Supercar Championship Series                   | Britek Motorsport           | 29     | 1  | 0     | 1607   | 19.     |
| 2010  | V8 Supercar Championship Series                   | Brad Jones Racing           | 26     | 0  | 0     | 1642   | 14.     |
| 2011  | International V8 Supercars Championship           | Brad Jones Racing           | 26     | 0  | 2     | 1633   | 16.     |
| 2012  | International V8 Supercars Championship           | Brad Jones Racing           | 31     | 0  | 0     | 1737   | 16.     |
| 2013  | International V8 Supercars Championship           | Brad Jones Racing           | 35     | 4  | 2     | 2381   | 7.      |
| 2014  | International V8 Supercars Championship           | Brad Jones Racing           | 38     | 3  | 1     | 1927   | 11.     |
| 2015  | International V8 Supercars Championship           | Brad Jones Racing           | 35     | 0  | 0     | 1671   | 16.     |
| 2016  | International V8 Supercars Championship           | Brad Jones Racing           | 28     | 0  | 0     | 1459   | 17.     |
| 2017  | Supercars Championship                            | Britek Motorsport           | 26     | 0  | 0     | 1524   | 20.     |
| 2018  | Supercars Championship                            | Charlie Schwerkolt Racing   | 4      | 0  | 0     | 216    | 48.     |